# Albiac, Lot
Albiac är en kommun i departementet Lot i regionen Occitanien i södra Frankrike. Kommunen ligger i kantonen Lacapelle-Marival som tillhör arrondissementet Figeac. År 2022 hade Albiac 88 invånare.

## Befolkningsutveckling
Antalet invånare i kommunen Albiac
| Referens: INSEE |